# أليكس أمبروز
أليكس أمبروز (8 سبتمبر 1982 بمومباي في الهند - ) هو لاعب كرة قدم هندي في مركز الوسط. لعب مع مومباي سيتي ونادي مومباي لكرة القدم ونادي طيران الهند.

## وصلات خارجية
- أليكس أمبروز على موقع Soccerway.com (الإنجليزية)